# Кубок Европы по бегу на 10 000 метров 2011
Кубок Европы по бегу на 10 000 метров 2011 года прошёл 4 июня на стадионе «Бислетт» в Осло, столице Норвегии. Участники разыграли командный приз в соревнованиях у мужчин и женщин.
На старт вышли 78 атлетов из 24 стран Европы, из них 45 мужчин и 33 женщины. Каждая страна могла выставить до 6 человек в каждый из двух командных турниров. Победители определялись по сумме результатов 3 лучших участников.

## Результаты

### Командное первенство
Женская сборная Италии впервые в истории выиграла командный зачёт Кубка, в то время как испанские мужчины стали лучшими в рекордный 7-й раз.
| Место | Команда | Время                                       | Общее время |
| ----- | --- | ------------------------------------------- | ----------- |
| 1     | Испания · Хосе Мануэль Мартинес · Рафаэль Иглесиас · Пабло Вильялобос · Давид Солис · Рикардо Серрано        | 28.24,16 28.41,61 28.59,12 (29.58,59) (DNF) | 1:26.04,89  |
| 2     | Франция · Стефан Лефран · Денис Майо · Мохтар Бенхари · Джамель Башири · Абделлатиф Мефтах · Дрисс Эль-Химер | 29.02,06 29.07,44 29.42,47 (30.10,80) (DNF) | 1:27.51,97  |
| 3     | Португалия · Юссеф Эль-Калай · Луиш Пинту · Тиагу Кошта · Руй Педру Сильва                                   | 28.20,03 29.48,23 30.08,25 (DNF)            | 1:28.16,51  |
| 4     | Норвегия |                                             | 1:29.29,14  |
| 5     | Турция |                                             | 1:29.32,03  |
| 6     | Чехия |                                             | 1:30.35,57  |

| Место | Команда | Время                                                  | Общее время |
| ----- | --- | ------------------------------------------------------ | ----------- |
| 1     | Италия · Надя Эджафини · Розария Консоле · Елена Романьоло · Федерика Даль Ри · Лайла Суфьян · Сильвия Вайсстайнер | 32.14,63 32.47,70 32.48,25 (33.25,20) (34.25,47) (DNF) | 1:37.50,55  |
| 2     | Португалия · Сара Морейра · Моника Сильва · Доротея Пейшоту · Филомена Кошта · Ана Дульсе Феликс                   | 31.39,11 33.42,36 33.56,14 (35.29,16) (DNF)            | 1:39.17,61  |
| 3     | Беларусь · Светлана Куделич · Светлана Ковган · Ольга Минина · Анастасия Старовойтова                              | 32.40,61 33.24,68 33.48,26 (34.16,83)                  | 1:39.53,55  |
| 4     | Испания |                                                        | 1:40.12,26  |

### Индивидуальное первенство
| Место | Атлет                 | Страна     | Время    |
| ----- | --------------------- | ---------- | -------- |
| 1     | Юссеф Эль-Калай       | Португалия | 28.20,03 |
| 2     | Хосе Мануэль Мартинес | Испания    | 28.24,16 |
| 3     | Андре Полльмехер      | Германия   | 28.39,57 |
| 4     | Рафаэль Иглесиас      | Испания    | 28.41,61 |
| 5     | Сондре Нордстад Моэн  | Норвегия   | 28.43,90 |
| 6     | Халид Шукуд           | Нидерланды | 28.53,63 |
| 7     | Синдре Бурос          | Норвегия   | 28.56,46 |
| 8     | Пабло Вильялобос      | Испания    | 28.59,12 |
| 9     | Патрик Стицингер      | Нидерланды | 29.01,73 |
| 10    | Стефан Лефран         | Франция    | 29.02,06 |

| Место | Атлет               | Страна         | Время    |
| ----- | ------------------- | -------------- | -------- |
| 1     | Сара Морейра        | Португалия     | 31.39,11 |
| 2     | Кристель Доне       | Франция        | 31.44,84 |
| 3     | Сабрина Моккенхаупт | Германия       | 31.57,23 |
| 4     | Хелен Клитру        | Великобритания | 32.11,29 |
| 5     | Надя Эджафини       | Италия         | 32.14,63 |
| 6     | Кристина Папп       | Венгрия        | 32.36,32 |
| 7     | Светлана Куделич    | Беларусь       | 32.40,61 |
| 8     | Розария Консоле     | Италия         | 32.47,70 |
| 9     | Елена Романьоло     | Италия         | 32.48,25 |
| 10    | Кристин Бардель     | Франция        | 32.59,31 |